# Macaire de Scété
Pour les articles homonymes, voir Macaire.
Macaire de Scété, ou Macaire le Grand est un moine égyptien du IVe siècle et « Père du désert ». On l'appelle aussi « l'Égyptien » pour le distinguer de son homonyme et contemporain Macaire d’Alexandrie avec qui il est souvent confondu. De nombreux apophtegmes rapportent ses paroles ou ses actions. Il est considéré comme l'un des pères du monachisme.
Il est commémoré le 19 janvier dans le Martyrologe romain et dans l'Église orthodoxe et le 15 janvier dans certaines Églises d'Occident et d'Orient,,.

## Éléments biographiques
Originaire de la Haute-Égypte où il semble être né au tout début du IVe siècle, boulanger-pâtissier-confiseur de formation, il devint vers l’âge de trente ans membre d’une colonie monastique qui peuplait le désert de Scété à l’ouest du delta du Nil à l'endroit appelé depuis Deir Abu Makar (voir la carte). Disciple de saint Antoine le Grand, remarqué pour sa sainteté précoce, on lui avait attribué le surnom de « jeune vieillard ».
Prêtre à 40 ans, il possédait les charismes de guérison et de prophétie,. Fermement opposé à l'hérésie arienne, il fut, vers 374, exilé dans une île du Nil par l'évêque Lucius d'Alexandrie. Il put cependant revenir au désert pour y finir ses jours, âgé de plus de quatre-vingt-dix ans. C'est pendant cette dernière période qu'Évagre le Pontique fut son disciple. Il mourut vers 391.
La Légende dorée rapporte qu'ayant tué une puce qui l'avait piqué, il demeura nu dans le désert durant six mois pour expier de s'être ainsi vengé du mal qu'elle lui avait fait.
Il aurait offert aux hommes qui s'attachaient à lui la voie d'un semi-anachorétisme, c'est-à-dire la formation de colonies d'ermites, afin de faciliter le soutien logistique tout en préservant la solitude.

## Œuvres de Macaire
On a sous son nom toute une « littérature macarienne » (CPG 2410-2437 et 6115-6118) qui comporte au moins trois sources :
- une lettre, Aux amis de Dieu, sans doute authentiquement du premier Macaire,
- les Cent Cinquante Homélies spirituelles, réunies par Syméon Métaphraste, que la critique moderne eut longtemps tendance à attribuer à un pseudo-Macaire de tendance messalienne :  Syméon de Mésopotamie. Une récente édition française de cette œuvre capitale conclut à la paternité de Macaire de Scété ;
- un cycle copte de Macaire, avec le recueil des Vertus de saint Macaire, appelé aussi le Macaire copte.

On voit ici l'importance d'une tradition orale inspirée par la figure du « Bienheureux ».

### Œuvres
- Homélies spirituelles
  - collection II n° 1-50 : trad. Placide Deseille, Bellefontaine, 1984
  - suppl. à la coll. II n° 51-57 : trad. Placide Deseille, 1984
  - collection III n° 1-28 : trad. V. Desprez, Cerf, coll. "Sources chrétiennes", 1980
  - Les homélies spirituelles de saint Macaire. Le Saint-Esprit et le chrétien, trad. Placide Deseille, Abbaye de Bellefontaine, 1997, 423 p.

### Études sur Macaire d'Égypte
- Placide Deseille, La spiritualité orthodoxe et la philocalie, Albin Michel, coll. « Spiritualités vivantes », 2003, 286 p. (ISBN 978-2-2261-3722-7)
- Étienne Goutagny, Saint Macaire et les moines du désert de Scété, Editions L'Harmattan, 2017, 226 p. (ISBN 978-2-3431-2535-0) - (l'auteur a été prieur de l'Abbaye Notre-Dame-des-Dombes)